# Gosztonyia antarctica
Gosztonyia antarctica es una especie de pez de la familia de los Zoarcidae en el orden de los perciformes, la única especie del género monotípico Gosztonyia.

## Morfología
Los machos pueden llegar a alcanzar los 30 cm de longitud total.

## Hábitat
Es un pez de mar y de clima polar, de ambiente bentopelágico a profundidades de más de 615 m.

## Distribución geográfica
Se encuentra en el Mar de Bellingshausen.

## Observaciones
Es inofensivo para los humanos. 